# Phytoseius canadensis
Phytoseius canadensis är en spindeldjursart som beskrevs av Chant 1965. Phytoseius canadensis ingår i släktet Phytoseius och familjen Phytoseiidae. Inga underarter finns listade i Catalogue of Life.